# 丹野佳代 (小惑星)
丹野佳代（たんのかよ、12411 Tannokayo）は、小惑星帯の小惑星。北海道の円舘金と渡辺和郎が発見した。
元小学校教諭で、佐賀県立宇宙科学館のプラネタリウム解説員なども務めた丹野佳代子に因んで名付けられた。